# Michael Wening

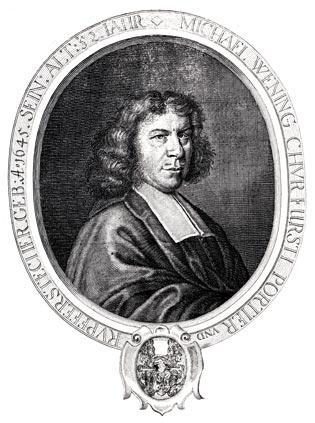
Michael Wening (1645–1718)

Michael Wening (* 11. Juli 1645 in Nürnberg; † 18. April 1718 in München) war Hofkupferstecher bei Kurfürst Ferdinand Maria von Bayern und dessen Nachfolger Kurfürst Max Emanuel. Wenings Hauptwerk Historico-Topographica Descriptio zeigt 846 topografische Ansichten Bayerns und gilt als umfassendste Landesbeschreibung Europas der Frühen Neuzeit.

## Leben
Als Sohn des Schweinemetzgers Balthasar Wening und dessen Frau Katharina wurde Michael Wening 1645 in Nürnberg geboren. Dort erlernte er das Handwerk des Kupferstechers. Seit 1669 ist sein Aufenthalt in München nachweisbar, nachdem er 1668 aus seiner Heimatstadt dorthin gezogen war.
In München konvertierte Wening vom Protestantismus zur Katholischen Kirche. 1671 erhielt er mit dem Münchner Bürgerrecht die dauerhafte Aufenthaltserlaubnis und heiratete am 27. Januar 1671 Anna Maria Mörl. Etwa zeitgleich fand er eine unregelmäßige Anstellung bei Hofe, wo er als Fourier für die Organisation von Reisen und Empfängen zuständig war. In den Folgejahren arbeitete Wening für unterschiedliche Auftraggeber – auch mit Kleinaufträgen.
Nachdem er zunehmend Aufträge als Kupferstecher bekommen hatte, erfolgte 1675 die Ernennung zum Hofkupferstecher.
Wening unterhielt gegen Ende der 1670er-Jahre einen eigenen Verlag, in dem er über zehn Jahre lang erfolgreich illustrierte Kalender veröffentlichte. Eine Serie von Kupferstichen, die er 1680 anlässlich des 18. Geburtstags und der Regierungsübernahme des Kurfürsten Max Emanuel herausgab, erregten dessen Interesse und führten zum Erfolg des Künstlers. Noch im selben Jahr erhielt Wening das Hofamt eines kurfürstlichen „Ritterstubenportiers“ verliehen.
Während der Türkenkriege dokumentierte der Kupferstecher für Kurfürst Max Emanuel dessen Kriegserfolge. Wening fertigte in dieser Zeit viele Schlachtendarstellungen aus den Türkenkriegen für Kurfürst Max Emanuel an, die bis heute von Historikern geschätzt werden, weil sie die Ereignisse jener Zeit veranschaulichen.

## HauptwerkHistorico-Topographica Descriptio

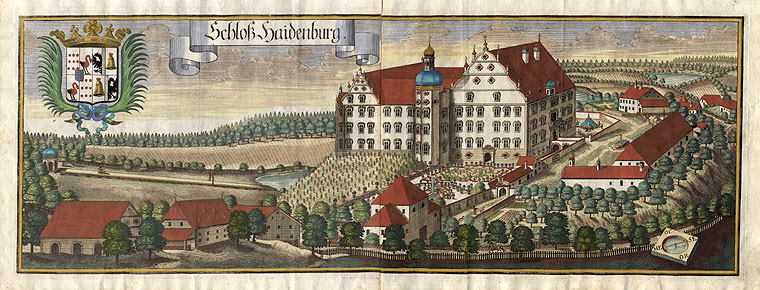
Schloss Haidenburg in: Historico-Topographica Descriptio

Zu Beginn des Jahres 1696 schlug Wening seinem Kurfürsten vor, ein topographisches Werk mit Ansichten und Beschreibungen aller Städte, Klöster und Schlösser Bayerns herauszugeben. Vorbilder waren Werke wie die Topographia Germaniae von Matthäus Merian, die österreichischen Topographien von Georg Matthäus Vischer bzw. die nie gedruckten Vorarbeiten zur lateinischen Topographie Bayerns von Philipp Apian.
Nach kleineren Arbeiten erhielt der Kupferstecher im Juni 1696 von Kurfürst Max Emanuel und der bayerischen Landschaft (den Landständen), einen Vertrag für die Darstellung aller Orte in den vier Rentämtern München, Burghausen, Landshut und Straubing. Jeder der vier Foliobände, die zwischen 1701 und 1726 erschienen, umfasst eines dieser vier Rentämter. Dabei werden nach der Regierungshauptstadt des Rentamts in alphabetischer Reihenfolge die Gerichtsbezirke behandelt. Nach der Beschreibung des Gerichtssitzes folgen Städte und Märkte, Klöster und Hofmarken. Wenings Darstellungen der Schlösser und Herrensitze des bayerischen Landadels geben auch Aufschluss über die Rolle der barocken Gartenanlagen in Bayern. Bestimmte Elemente hob Wening im Sinne seines Auftraggebers Max Emanuel hervor, wie etwa bei den Darstellungen der Schlösser rund um den Starnberger See, dessen Prunkschiff Bucentaur oder Schiffe aus seiner Begleitflotte.
Die topografischen Ansichten weisen verschiedene Formate auf. Sie stammen zum Teil ausschließlich von Wening. Teils basieren sie auf älteren Grafiken und Zeichnungen, die in dessen Münchner Stecherwerkstatt gefertigt wurden.
Versehen mit einem kurfürstlichen Patent begann Wening am 12. November 1692 von Dachau aus seine Reise durch Bayern. Bis Januar 1693 soll er bereits 131 Orte abgebildet haben. Am 2. November 1701 war mit dem Rentamt München der erste Band der Historico-topographica descriptio Bavariae fertiggestellt.
Wenings Historico-Topographica Descriptio gilt mit ihren 846 Ansichten als umfassendste Landesbeschreibung Europas der Frühen Neuzeit. Das topographische Werk zeigt Ansichten und Beschreibungen der Städte, Märkte, Klöster, Schlösser, Burgen, Hofmarken und Herrenhäuser Bayerns. Die begleitenden Texte schrieb der Jesuit Ferdinand Schönwetter. Dessen Schilderungen sind wertvolle Ergänzungen zu Wenings Drucken.
Herausragend sind die Abbildungen, die Wening selbst vor Ort erstellte. Ihre große Exaktheit ist für die (kunst-)historische Forschung äußerst wertvoll. Dabei sind die Ansichten bayerischer Klöster hervorzuheben, weil sie den baulichen Zustand vor den barocken Umgestaltungen zuverlässig wiedergeben und andererseits nicht realisierte Bauprojekte abbilden. Dem repräsentativen Charakter des Werks geschuldet, entschloss sich Wening mitunter auch zu idealisierenden Abbildungen, beispielsweise hinsichtlich des Zustandes der Bausubstanz und der Gartenanlagen. Die Kupferplatten wurden vertragsgemäß dem Hof abgegeben, obwohl die Zahlungen mitunter schleppend erfolgten. Dies betrifft vor allem die Zeit der Besetzung Bayerns durch österreichische Truppen während des Spanischen Erbfolgekriegs. Der damit einhergehende wirtschaftliche Niedergang, der Wenings Erwerbsmöglichkeiten stark einschränkte, führte dazu, dass er sein Werk auf eigene Kosten abschloss. Wenings letzte Jahre waren von bitterer Armut gekennzeichnet.
Drei der vier Bände der Historico-Topographica Descriptio erschienen erst nach Wenings Tod. Seine Erben lieferten die Kupferplatten vertragsgemäß bei Hofe ab. „Wenings Topographie wurde zum Höhepunkt barocker Vergegenwärtigung des durch die Arbeit und den Ausdruckswillen seiner Bewohner geformten, mit Städten, Gärten, Kirchen, Klöstern, Schlössern und Hofmarken übersäten Landes.“
Wenings Kupferplatten befinden sich noch immer im Staatsbesitz. Derzeit befinden sie sich in der Obhut des Landesamtes für Digitalisierung, Breitband und Vermessung.